# Balduíno Rambo
El padre SJ Balduíno Rambo (Tupandi, 11 de agosto de 1906 — 12 de septiembre de 1961 ) fue un religioso, naturalista, profesor, periodista, escritor, botánico, etnógrafo y geógrafo brasileño.

## Biografía
Era hijo de Nicolau Rambo y de Gertrudes Vier, y a temprana edad se interesó por las ciencias naturales. En el colegio, comenzó su colección de plantas y pronto se unió a una red de recogida. Después de completar el noviciado en Brasil, cursó filosofía em Pullach. Allí, en Alemania, utilizaba los días de descanso para expediciones científicas, cuyos resultados se publicaron en revistas alemanas y brasileñas.
Volvió a Brasil, en 1931, siendo profesor de historia natural en el Colegio Anchieta de Porto Alegre, donde estuvo hasta 1933. Su primera obra, una monografía sobre líquenes fue publicada ese mismo año en Relatório do Colégio Anchieta, y a partir de entonces no dejó de publicar, haciéndolo casi todos los años. Estudió teología en el Seminario Conceição de São Leopoldo, ordenándose en 1936. Regresó a la docencia en el Colegio Anchieta, donde se estableció y fijó residencia y pasó la mayor parte de su vida.
Fue fundador de la cátedra de Antropología y de Etnografía de la UFRGS em 1940, también enseñó en la Facultad de Filosofía, Ciencias y Letras de São Leopoldo, futura Unisinos. Hizo campaña a favor de la creación de un Jardín botánico en Porto Alegre; y consiguió que Itaimbezinho fuese declarado parque nacional. Sus estudios botánicas dieron lugar a una colección de plantas de 50.000 ejemplares; en 1948, cerca del 90% de la flora nativa. Organizó el Museo Rio-Grandense de Ciencias Naturales y fundó la revista Iheríngia.
En 1942 publicó su primera gran obra: A fisionomia do Rio Grande do Sul, una descripción detallada de la geografía del Estado, incluyendo cartas y 30 ilustraciones paisajísticas, hechas a partir de fotos aéreas tomadas por él en sus viajes por todo el país, realizado con un avión del tercer Regimiento de Aviadores de Canoas.
Su diario, que él consideraba su mayor obra literaria y científica, escrito de 1919 a 1961, contiene una variedad de temas, entre ellos sus aspiraciones y conflictos de personalidad. Parte de esos escritos se publicaron en la obra Em busca da Grande Síntese
Fue redactor del principal vehículo de comunicación jesuita del Estado, la revista Sankt Paulusblatt, destinada a formar e informar a los colonos teuto-brasileños católicos. Es la revista católica alemana más antigua de Brasil, una de las pocas que comenzaron a correr de nuevo después de la campaña de nacionalización emprendida por el Estado Novo, circulando hasta el día de hoy.

## Algunas publicaciones
- A fisionomia do Rio Grande do Sul. Ed. Livraria Selbach. 456 pp. 1942
- Em busca da Grande Síntese. 1919 - 1961
- Martius. Ed. Staden. 20 pp. 1952
- Nas pegadas dos naturalistas Sellow e Saint-Hilaire: '(Itinera Sellowio - Hilariana)'. 43 pp. 1953
- Die alte Südflora in Brasilien. 22 pp. 1958
- Euphorbiaceae Riograndenses. Ed. Inst. Anchietano de Pesquisas. 78 pp. 1960
- Migration routes of the South Brazilian rain forest. N.º 12 de Pesquisas: Bôtanica. Ed. Inst. Anchietano de Pesquisas. 54 pp. 1961
- Gramineae riograndenses. N.º 36 de Pesquisas. Botânica. Ed. Inst. Anchietano de Pesquisas. 194 pp. 1984

## Honores
- Calle "Padre Balduino Rambo". Ciudad de Esteio - Barrio Parque Santo Inácio

### Epónimos
- (Cyperaceae) Eleocharis ramboii H.E.Hess[3]

- La abreviatura «Rambo» se emplea para indicar a Balduíno Rambo como autoridad en la descripción y clasificación científica de los vegetales.[4]